# Rhaphidophora conocephala
Rhaphidophora conocephala là một loài thực vật có hoa trong họ Ráy (Araceae). Loài này được Alderw. miêu tả khoa học đầu tiên năm 1920.